# Lućmierz-Ośrodek
Lućmierz-Ośrodek – dawna osada w Polsce, w województwie łódzkim, w powiecie zgierskim, w gminie Zgierz.
1 stycznia 2024 nazwa miejscowości została zniesiona.
Wraz z sąsiednią wsią Lućmierz-Las osada tworzyła sołectwo Lućmierz. Pierwsza wzmianka o Lućmierzu pojawiła się w 1391 roku.
Do 1954 roku istniała gmina Lućmierz.
W latach 1975–1998 miejscowość administracyjnie należała do ówczesnego województwa łódzkiego.